# فلاديمير ليسين
فلاديمير ليسين (1956 إيفانوفو - ) (بالروسية: Лисин, Владимир) رئيس مجلس إدارة ومالك أغلبية أسهم شركة نوفوليبيتسك للصلب وخبير في علم الفلزات له العديد من براءات الاختراع. يعد أحد أكثر مليارديرات روسيا ثراء، وقدرت صافي قيمة أملاكه سنة 2013م بنحو 24 مليار دولار.
وهو أيضا دكتور في العلوم الاقتصادية وبروفسور في مشاكل السوق بأكاديمية الاقتصاد الشعبي. منح وسام الشرف وحاز جائزة الحكومة الروسية. كما يرأس اتحاد رياضة الرماية في روسيا.

## الحياة الشخصية
متزوج ولديه ثلاثة أبناء وهم فياتشيسلاف وديمتري وألكسندر.
في أغسطس 2008 اشترى أغلى منزل ريفي من نوعه في بريطانيا بقيمة 140 مليون جنيه إسترليني، وتحديدا بمقاطعة أكسفوردشير.

## المواقف
يقول أن نجاحه سببه «العمل الجاد والابتعاد عن السياسة»، بخلاف - كما قال - ميخائيل خودوركوفسكي أغنى رجال روسيا سنة 2004، والذي قبض عليه بتهمة التهرب الضريبي والاختلاس عندما حاول دعم أحزاب المعارضة.

## المراحل والمناصب
- بدأ من الصفر, وولد لأسره فقيرة [3]
- تخرج عام 1978 من معهد التعدين في مدينة نوفوكوزنيتسك وحصل على شهادة مهندس تعدين.[2]
- عمل في منجم للفحم [3]
- تخرج عام 1990 من المدرسة التجارية لدى أكاديمية الاقتصاد الشعبي.[2]
- في عام 1986 شغل منصب نائب كبير المهندسين في مجمع الصلب والحديد بكاراغاندا[2]
- ثم أصبح نائبا لمدير عام المجمع أوليغ سيسكوفيتس.[2]
- دخل عام 1993 في مجالس الإدارة لعدد من مؤسسات التعدين الروسية.[2]
- تولى عام 1996 رئاسة مجلس المدراء في مصنع سايانوغورس للألمينيوم بجانب عضويته في مجالس الإدارة بمصنعي بارتسك ونوفوكوزنيتسك للألمينيوم ومصنع الصلب والحديد في مدينة نوفوليبيسك.[2]
- 1998 رئيس مجلس الإدارة في شركة مجمع نوفوليبيتسك للصلب والحديد .[2]

كما اقتنى عام 2007 حزمة 14.42% من أسهم مصرف زينيت.

## روابط خارجية
- فلاديمير ليسين على موقع مونزينجر (الألمانية)